# San Pedro Teozacoalco
San Pedro Teozacoalco è un comune del Messico, situato nello stato di Oaxaca.